# NGC 3725
NGC 3725 (другие обозначения — UGC 6542, IRAS11308+6209, MCG 10-17-15, ZWG 291.78, MK 179, ZWG 292.5, PGC 35698) — спиральная галактика с перемычкой (SBc) в созвездии Большая Медведица.
Этот объект входит в число перечисленных в оригинальной редакции «Нового общего каталога».
В галактике наблюдается повышенное ультрафиолетовое излучение, и потому её относят к галактикам Маркаряна. Причиной является всплеск звездообразования из-за взаимодействия с соседними галактиками.
Галактика NGC 3725 входит в состав группы галактик NGC 3762. Помимо NGC 3725 в группу также входят NGC 3762 и UGC 6528.